# Escadinha
José Carlos dos Reis Encina, vulgo "Escadinha" (Rio de Janeiro, 21 de maio de 1956 — Rio de Janeiro, 23 de setembro de 2004), foi um traficante de drogas brasileiro, um dos fundadores da facção criminosa Falange Vermelha, hoje denominada Comando Vermelho. Mais tarde, tornou-se letrista de rap.

## Biografia
Foi um dos fundadores, junto com o irmão Paulo Maluco, da organização criminosa Falange Vermelha, que, mais tarde, tornar-se-ia o Comando Vermelho, ainda sob a administração dos dois irmãos – sendo ele e o irmão, José Paulo dos Reis Encina ("Paulo Maluco"), dois dos mais temidos criminosos do Brasil durante as décadas de 1970 e 1980. Após sua morte, em 2004, seu irmão continuou os trabalhos da organização até ser preso.
"Escadinha" também lançou o álbum Brazil 1: Escadinha Fazendo Justiça com as Próprias Mãos, com a participação de vários outros rappers.

### Fatos notáveis
Em 31 de dezembro de 1985, "Escadinha" escapou do presídio da Ilha Grande resgatado de helicóptero por José Carlos Gregório, o "Gordo", que havia alugado o helicóptero e forçado o piloto a pousar em área previamente combinada com José Carlos Gregório. Durante o período de visitação, a aeronave pousou em uma clareira distante cerca de 1 Km do presídio. Ele se encontrava fora do presídio pr meio um passe dado por um guarda penitenciário, o que era prática comum, e tinha como objetivo que os detentos pudessem prestar serviços diversos no âmbito da Vila Dois Rios, onde se localiza o antigo presídio.
Apesar da imprensa haver divulgado amplamente que o helicóptero teria pousado no pátio, essa informação é falsa, haja vista que nenhum pouso era autorizado no interior do presídio. Ademais, a então 4ª Companhia Independente da Policia Militar possuía um heliporto, sendo ali o único lugar onde era autorizado o pouso de aeronaves. Acrescenta-se ainda o fato de que o pátio era diuturnamente vigiado por cinco  guaritas, com policiais armados de metralhadoras INA.45, com dois carregadores de 30 munições, além de armas de porte. Em seguida, Escadinha e sua mulher subiram no helicóptero e fugiram.
José Carlos Encina acabou sendo preso novamente em março de 1986, em um hospital, após levar dois tiros num confronto com a polícia militar no Morro do Juramento.
Em 1987, o criminoso pretendia ser resgatado, de helicóptero, do Presídio Frei Caneca, no Rio de Janeiro, juntamente com dois outros criminosos, Paulo Roberto Mouro, o "Meio Quilo", e José Carlos Gregório, o "Gordo". Na ocasião, dois outros comparsas se passaram por fotógrafos, renderam o piloto e o obrigaram a participar do resgate. O helicóptero pousou na caixa d'água de um pavilhão, ocasionando uma troca de tiros durante a fuga. A aeronave foi atingida por disparos e caiu, matando o piloto e os criminosos que sequestraram o helicóptero, além de "Meio Quilo", que caiu de uma altura de dez metros quando se dependurava na aeronave.

## Morte
No dia 23 de setembro de 2004, como fazia todos os dias, Escadinha, então com 48 anos, saiu pela manhã do Instituto Penal Plácido de Sá Carvalho, em Bangu, para ir trabalhar. Não conseguiu ir muito longe. Na Avenida Brasil, altura de Padre Miguel, o carro que dirigia foi metralhado por tiros de fuzil. Ao seu lado, no banco do carona, morreu Luciano da Silva Wanderley, que também estava saindo do presídio para trabalhar. Até hoje a polícia não esclareceu a autoria desse duplo homicídio.